# 41E busz (Nagykanizsa)
A nagykanizsai 41E jelzésű autóbusz a Kiskanizsa, Bornemissza utca és a Cserháti szakközépiskola között közlekedik. A járatot a Volánbusz üzemelteti.

## Közlekedése
Csak tanítási napokon közlekedik, egy járat, reggel.

## Útvonala
| Kiskanizsa, Bornemissza utca → Dél-Zalai Áruház → Ady Endre utca → Cserháti szakközépiskola |
| --- |
| Kiskanizsa, Bornemissza utca – Bornemissza Gergely utca – Pivári utca – Tőzike utca – Nagyrác utca – Kiskanizsa, Nagyrác, forduló – Nagyrác utca – Kisrác utca – Varasdi utca – Bajcsai út – Bajcsy-Zsilinszky út – Vár utca – Király utca – Zrínyi Miklós utca – Ady Endre utca – Cserháti szakközépiskola |

## Megállóhelyei
| 0  | Kiskanizsa, Bornemissza utca           |                                   |                                                                                            |
| 1  | Kiskanizsa, Tőzike utca                | 4, 4A, 4Y, C7                     |                                                                                            |
| 2  | Kiskanizsa, Nagyrác iskola             | 4, 4A, 4Y, C7                     |                                                                                            |
| 3  | Kiskanizsa, Nagyrác, forduló           | 4, 4A, 4Y, C7                     |                                                                                            |
| 5  | Kiskanizsa, Nagyrác iskola             | 4, 4A, 4Y, C7                     |                                                                                            |
| 6  | Kiskanizsa, Kisrác óvoda               | 4, 4A, 4Y, C7                     |                                                                                            |
| 7  | Kiskanizsa, Kisrác utca                | 4, 4A, 4Y, C7                     |                                                                                            |
| 9  | Kiskanizsa, Szent Flórián tér          | 4Y, 6, 6A, 6Y, 16, 16A            |                                                                                            |
| 10 | Kiskanizsa, Templom tér                | 4Y, 6, 6A, 6Y, 16, 16A            | Móricz Zsigmond Művelődési Ház, Sarlós Boldogasszony templom, Kiskanizsai Általános Iskola |
| 11 | Kiskanizsa, gyógyszertár               | 4Y, 6, 6A, 6Y, 16, 16A            |                                                                                            |
| 12 | Kiskanizsa, Bajcsy-Zsilinszky utca 13. | 4, 4A, 4Y, 6, 6A, 6Y, 16, 16A, C7 |                                                                                            |
| 13 | Gépgyár                                | 4, 4A, 4Y, 6, 6A, 6Y, 16, 16A, C7 |                                                                                            |
| 14 | Király utca (Korábban: DÉDÁSZ)         | 4, 4A, 4Y, 6, 6A, 6Y, 16, 16A, C7 | Pannon Egyetem - B épület                                                                  |
| 16 | Posta                                  | 8, 8Y, 18, 20, 20Y, 21, 21E, 21Y  | Zrínyi Miklós Általános Iskola, 1-es posta, Szent József templom, Fogorvosi rendelő        |
| 17 | Ady Endre utca 39-40.                  | 18, 21E, C33                      | Thúry György Szakképző Iskola, Pannon Egyetem, Olajbányász sporttelep                      |
| 18 | Cserháti szakközépiskola               | 18, C33                           | Cserháti Sándor Szakképző Iskola és Kollégium, Izraelita temető, MÁV-NTE sporttelep        |